# Communauté de communes des Portes du Maine
La communauté de communes des Portes du Maine est une ancienne communauté de communes française, située dans le département de la Sarthe et la région Pays de la Loire.

## Histoire
La communauté de communes tire son nom Portes du Maine du fait qu'Anglais et Normands se sont longtemps disputés le donjon de Ballon, forteresse médiévale, qui constituait la porte d'entrée de la province du Maine.
La coopération intercommunale est ancienne sur le secteur de Ballon. Partant de l'idée simple qu'on peut faire plus et mieux à plusieurs que chacun séparément et souhaitant tirer le meilleur parti de la loi de février 1992, c'est donc tout naturellement que onze communes ont décidé de traduire cette habitude de « travailler ensemble » dans une structure adaptée.
Ainsi est née, par arrêté préfectoral du 17 août 1993, la communauté de communes des Portes du Maine, établissement public de coopération intercommunale à fiscalité propre, regroupant sept communes rejointes rapidement au cours des deux premières années par Teillé, Courcebœufs, Courcemont et Saint-Jean-d'Assé. La commune de Courcemont s'en retire le 31 décembre 2012 pour adhérer à la communauté de communes Maine 301.
Elle fusionne au 1er janvier 2017 avec la communauté de communes des Rives de Sarthe pour former la communauté de communes Maine Cœur de Sarthe.

## Composition
La communauté de communes regroupait, en 2013, dix communes du canton de Ballon :
| Nom                    | Code Insee | Gentilé        | Superficie (km2) | Population (dernière pop. légale) | Densité (hab./km2) |
| ---------------------- | ---------- | -------------- | ---------------- | --------------------------------- | ------------------ |
| Ballon (siège)         | 72P01      |                | 13,41            | 1 379 (2018)                      | 103                |
| Courcebœufs            | 72099      | Courcebœusiens | 16,83            | 632 (2014)                        | 38                 |
| La Guierche            | 72147      | Guierchois     | 7,88             | 1 069 (2014)                      | 136                |
| Joué-l'Abbé            | 72150      | Joyeux         | 10,39            | 1 305 (2014)                      | 126                |
| Montbizot              | 72205      | Montbizotins   | 11,38            | 1 817 (2014)                      | 160                |
| Saint-Jean-d'Assé      | 72290      | Asséens        | 21,29            | 1 684 (2014)                      | 79                 |
| Saint-Mars-sous-Ballon | 72301      | Médardois      | 18,20            | 871 (2018)                        | 48                 |
| Souillé                | 72338      | Souilléens     | 4,57             | 665 (2014)                        | 146                |
| Souligné-sous-Ballon   | 72340      | Soulignéens    | 12,76            | 1 165 (2014)                      | 91                 |
| Teillé                 | 72349      | Teilléens      | 11,54            | 507 (2014)                        | 44                 |

## Administration
| Période    | Période       | Identité       | Étiquette | Qualité                         |
| ---------- | ------------- | -------------- | --------- | ------------------------------- |
| 1993       | avril 2001    | Michel Lalos   |           | Maire de Ballon                 |
| avril 2001 | avril 2008    | Raymond Stouff |           | Maire de Saint-Mars-sous-Ballon |
| avril 2008 | avril 2014    | Janny Mercier  |           | Maire de Joué-l'Abbé            |
| avril 2014 | décembre 2016 | David Chollet  |           | Maire de Souligné-sous-Ballon   |